# كولن ماثيوز
كولن ماثيوز (17 أكتوبر 1931 - 15 مارس 1990)  (بالإنجليزية: Colin Matthews)‏ هو لاعب كريكت بريطاني.